# Кутєпов Богдан Володимирович
Богда́н Володи́мирович Кутє́пов (нар. 5 травня 1984, м. Київ, нині Україна) — український журналіст-розслідувач, шоумен, телеведучий, баяніст.

## Життєпис
Богдан Кутєпов народився 5 травня 1984 року у місті Києві, нині Україна. Батько — музикант і керівник хору, мати — бібліотекар за освітою, співає у хорі. 
Закінчив Інституті журналістики Київського національного університету імені Тараса Шевченка. Працював на телеканалах «Тоніс», СТБ, ТВі, був головним редактором порталу «Дуся». Від 2013 — журналіст на «Громадському телебаченні». Був першим стрімером із Майдану під час Революції гідності — вів прямі трансляції за допомогою планшета.
Займався музикою, грає на баяні. Був у дуеті «Тетраколор» та «Вперше чую».

## Родина
Одружений (від 2008), дружина Христина Коціра. Виховують доньку Ніну (нар. 2012) та сина Мирона (нар. 2016).

## Відзнаки
- «Телетріумф» (2018) — у номінації «Кращий оператор новин/телевізійних репортажів»[1],
- «Честь професії» (2018) — у номінації «Найкращий матеріал з громадянською позицією»[2],
- «Честь професії» (2021, спільно з дружиною Христиною Коцірою) — у номінації «Найкращий репортаж»[3].